# Yunnangroenling
De yunnangroenling (Chloris ambigua synoniem:Carduelis ambigua) is een zangvogel uit de familie van vinkachtigen (Fringillidae).

## Verspreiding en leefgebied
Deze soort telt twee ondersoorten:
- C. a. taylori: zuidoostelijk Tibet.
- C. a. ambigua (ook zwartkopgroenvink): oostelijk en noordoostelijk Myanmar, zuidelijk China en noordelijk Indochina.[2]